# Arcus (przedsiębiorstwo)
Arcus Spółka Akcyjna – polskie przedsiębiorstwo informatyczne z siedzibą w Warszawie, notowane na Giełdzie Papierów Wartościowych. Dostawca systemów zarządzania dokumentami, korespondencją masową.

## Historia
Przedsiębiorstwo, w innej formie prawnej, powstało w 1987 i początkowo zajmowało się dystrybucją sprzętu biurowego, głównie niszczarek i kopiarek, z biegiem czasu poszerzając asortyment w wyniku nawiązywanych umów z kolejnymi producentami. W 2007 zostało przekształcone w spółkę akcyjną i zdecydowało się na publiczną emisję nowych akcji. Od 10 września 2007 prawa do nich są notowane na Giełdzie Papierów Wartościowych w Warszawie. Środki pozyskane w efekcie publicznej emisji akcji pozwoliły na rozbudowanie oferty oraz zbudowanie Grupy Kapitałowej Arcus, składającej się obecnie z: Arcus SA, Arcus Systemy Informatyczne Sp. z o.o., T-matic Systems SA, Geotik Sp. z o.o. oraz DocuSoft Sp. z o.o.